# Stýskání (album)
Stýskání je studiové album Jakuba Smolíka, které vyšlo v roce 2000 jako MC a CD.

## Seznam skladeb
1. "Návrat" (h: Zdeněk Barták / Richard Bergman) -
2. "Já nejsem zlej" (h:František Kasl / František Kasl) -
3. "Jsi zklamaná" (h:Petr Štěpánek / Petr Štěpánek) -
4. "Vúně příštích cest" (Zdeněk Barták / Jiří Štědroň)
5. "Stýskání" (h:Petr Janda / Aleš Brichta) -
6. "Divná květina" (h:František Kasl / František Kasl) -
7. "Chceš mě" (h:Zdeněk Barták / Eduard Krečmar) -
8. "Vteřina" (h:František Kasl / František Kasl) -
9. "Malý přítel z města „N“" (h:Miro Arbex / Miro Arbex, Zdeněk Borovec) -
10. "Nevěř náhodám" (h:Antonín Kny / František Kasl) -
11. "Neodcházej" (h:Zdeněk Barták / Eduard Krečmar) -
12. "Každej si meleme svou " -(h:Petr Janda / Aleš Brichta)